# Futebol nos Jogos Olímpicos de Verão de 2020 - Feminino
O torneio feminino de futebol nos Jogos Olímpicos de Verão de 2020 ocorreu entre 21 de julho e 6 de agosto de 2021. Originalmente, esta competição estava prevista para ser realizada de 22 de julho a 7 de agosto de 2020, mas esta edição dos Jogos Olímpicos foram adiados para 2021 devido à pandemia de COVID-19. Foi a sétima edição do torneio feminino de futebol nos Jogos Olímpicos. As partidas foram realizadas em seis estádios, divididos em seis cidades no Japão, incluindo a cidade-sede dos Jogos Olímpicos, Tóquio. Diferentemente do torneio masculino, não há restrições de idade das jogadoras para as 12 equipes participantes da competição feminina.
O Canadá conquistou seu primeiro título olímpico ao derrotar a Suécia, que pela segunda edição consecutiva ficou com a medalha de prata. Com o título canadense, Quinn se tornou a primeira jogadora transgênero a subir ao pódio numa Olimpíada. Os Estados Unidos ficaram com a medalha de bronze ao vencerem a Austrália.

## Medalhistas
|  | CAN Canadá |  | SWE Suécia |  | USA Estados Unidos |
|  | Stephanie Labbé Allysha Chapman Kadeisha Buchanan Shelina Zadorsky Quinn Deanne Rose Julia Grosso Jayde Riviere Adriana Leon Ashley Lawrence Desiree Scott Christine Sinclair Évelyne Viens Vanessa Gilles Nichelle Prince Janine Beckie Jessie Fleming Kailen Sheridan Jordyn Huitema Sophie Schmidt Gabrielle Carle Erin McLeod |  | Hedvig Lindahl Jonna Andersson Emma Kullberg Hanna Glas Hanna Bennison Magdalena Eriksson Madelen Janogy Lina Hurtig Kosovare Asllani Sofia Jakobsson Stina Blackstenius Jennifer Falk Amanda Ilestedt Nathalie Björn Olivia Schough Filippa Angeldahl Caroline Seger Fridolina Rolfö Anna Anvegård Julia Roddar Rebecka Blomqvist Zećira Mušović |  | Alyssa Naeher Crystal Dunn Sam Mewis Becky Sauerbrunn Kelley O'Hara Kristie Mewis Tobin Heath Julie Ertz Lindsey Horan Carli Lloyd Christen Press Tierna Davidson Alex Morgan Emily Sonnett Megan Rapinoe Rose Lavelle Abby Dahlkemper Adrianna Franch Catarina Macario Casey Krueger Lynn Williams Jane Campbell |

## Calendário
| G | Fase de grupos | QF | Quartas de final | SF | Semifinais | B | Disputa pelo bronze | F | Final |

| DataEvento | Qua 21 jul | Qui 22 jul | Sex 23 jul | Sáb 24 jul | Dom 25 jul | Seg 26 jul | Ter 27 jul | Qua 28 jul | Qui 29 jul | Sex 30 jul | Sáb 31 jul | Dom 1 ago | Seg 2 ago | Ter 3 ago | Qua 4 ago | Qui 5 ago | Sex 6 ago | Sáb 7 ago |
| ---------- | ---------- | ---------- | ---------- | ---------- | ---------- | ---------- | ---------- | ---------- | ---------- | ---------- | ---------- | --------- | --------- | --------- | --------- | --------- | --------- | --------- |
| Feminino   | G          |            |            | G          |            |            | G          |            |            | QF         |            |           | SF        |           |           | B         | F         |           |

## Qualificação
| Método                                                 | Data                                        | Local          | Vagas | Classificado                      |
| ------------------------------------------------------ | ------------------------------------------- | -------------- | ----- | --------------------------------- |
| País sede                                              | —                                           | —              | 1     | Japão                             |
| Copa América de 2018                                   | 4–22 de abril de 2018                       | Chile          | 1     | Brasil                            |
| Copa das Nações da OFC de 2018                         | 18 de novembro – 1 de dezembro de 2018      | Nova Caledônia | 1     | Nova Zelândia                     |
| Copa do Mundo FIFA de 2019 (como qualificação da UEFA) | 7 de junho – 7 de julho de 2019             | França         | 3     | Grã-Bretanha Países Baixos Suécia |
| Pré-Olímpico da CONCACAF de 2020                       | 28 de janeiro – 9 de fevereiro de 2020      | Estados Unidos | 2     | Canadá Estados Unidos             |
| Pré-Olímpico da CAF de 2020                            | 5–10 de março de 2020                       | Vários         | 1     | Zâmbia                            |
| Pré-Olímpico da AFC de 2020                            | 6–11 de março de 2020 8–13 de abril de 2021 | Vários         | 1     | Austrália China                   |
| Repescagem CAF–CONMEBOL                                | 10–13 de abril de 2021                      | Turquia        | 1     | Chile                             |

## Sedes
Seis estádios foram utilizados durante a competição:
- Estádio Kashima, Kashima, Ibaraki
- Estádio de Miyagi, Rifu, Miyagi
- Estádio Saitama 2002, Saitama, Saitama
- Sapporo Dome, Sapporo, Hokkaido
- Estádio de Tóquio, Chofu, Tóquio
- Estádio Internacional de Yokohama, Yokohama, Kanagawa

Devido a pandemia de COVID-19 no Japão, a maioria das partidas foi realizada com portões fechados e sem a presença de espectadores. Apenas no Estádio de Miyagi foi permitido uma presença limitada de público e no Estádio Kashima foi permitido a presença de estudantes locais, não contando com o público em geral.
Inicialmente a final estava programada para acontecer no Estádio Olímpico em 5 de agosto de 2021, mas com o adiamento da partida para o dia seguinte por conta do calor e pelos conflitos com as finais do atletismo, foi transferida para o Estádio Internacional de Yokohama, que também recebeu a final masculina.

## Formato
As 12 equipes participantes foram divididas em três grupos de quatro equipes. Os dois primeiros colocados de cada um mais as duas melhores equipes entre as terceiro colocadas avançam para as quartas de final, onde foi seguido o sistema eliminatório até a definição das medalhas.

## Sorteio
O sorteio dos grupos foi realizado em 21 de abril de 2021 na sede da FIFA, em Zurique, Suíça. Japão, Países Baixos e Estados Unidos foram escolhidas como cabeças de chave e colocadas nos grupos E, F e G respectivamente. As equipes restantes foram divididas em quatro potes, conforme a classificação no Ranking da FIFA.
| Pote 1                                                                 | Pote 2                                       | Pote 3                                    | Pote 4                                           |
| ---------------------------------------------------------------------- | -------------------------------------------- | ----------------------------------------- | ------------------------------------------------ |
| - Japão (11, assignado em E1) - Estados Unidos (1) - Países Baixos (2) | - Suécia (5) - Grã-Bretanha (6) - Brasil (7) | - Canadá (8) - Austrália (9) - China (14) | - Nova Zelândia (22) - Chile (37) - Zâmbia (104) |

## Arbitragem
Esta é a lista de árbitras e assistentes que atuaram no torneio:
| Confederação | Árbitras                   | Assistentes                               | Árbitros de vídeo | Árbitras reservas                       |
| ------------ | -------------------------- | ----------------------------------------- | --- | --------------------------------------- |
| AFC          | AUS Kate Jacewicz          | KOR Lee Seul-gi KOR Kim Kyong-min         | QAT Abdulla Al-Marri SGP Muhammad Taqi CHN Fu Ming |                                         |
| AFC          | JPN Yoshimi Yamashita      | JPN Naomi Teshirogi JPN Makoto Bozono     | QAT Abdulla Al-Marri SGP Muhammad Taqi CHN Fu Ming |                                         |
| CAF          | RWA Salima Mukansanga      | MWI Bernadettar Kwimbira KEN Mary Njorge  | EGY Mahmoud Mohamed Ashour MAR Adil Zourak | NGA Ndidi Patience Madu MRI Maria Rivet |
| CONCACAF     | HON Melissa Borjas         | HON Shirley Perelló CAN Chantal Boudreau  | USA Edvin Jurisevic MEX Erick Miranda USA Chris Penso |                                         |
| CONCACAF     | MEX Lucila Venegas         | MEX Mayte Chávez MEX Enedina Caudillo     | USA Edvin Jurisevic MEX Erick Miranda USA Chris Penso |                                         |
| CONMEBOL     | BRA Edina Alves            | BRA Neuza Back ECU Mónica Amboya          | URU Andrés Cunha COL Nicolás Gallo BRA Wagner Reway ARG Mauro Vigliano                                                                                                   |                                         |
| CONMEBOL     | ARG Laura Fortunato        | ARG Mariana de Almeida COL Mary Blanco    | URU Andrés Cunha COL Nicolás Gallo BRA Wagner Reway ARG Mauro Vigliano                                                                                                   |                                         |
| UEFA         | FRA Stéphanie Frappart     | FRA Manuela Nicolosi IRL Michelle O'Neill | TUR Abdulkadir Bitgen ESP Guillermo Cuadra Fernández ITA Marco Guida POR Tiago Martins FRA Benoît Millot POL Paweł Raczkowski ISR Roi Reinshreiber GER Bibiana Steinhaus |                                         |
| UEFA         | UKR Kateryna Monzul        | CZE Lucie Ratajová UKR Maryna Striletska  | TUR Abdulkadir Bitgen ESP Guillermo Cuadra Fernández ITA Marco Guida POR Tiago Martins FRA Benoît Millot POL Paweł Raczkowski ISR Roi Reinshreiber GER Bibiana Steinhaus |                                         |
| UEFA         | RUS Anastasia Pustovoitova | RUS Ekaterina Kurochkina CRO Sanja Rodak  | TUR Abdulkadir Bitgen ESP Guillermo Cuadra Fernández ITA Marco Guida POR Tiago Martins FRA Benoît Millot POL Paweł Raczkowski ISR Roi Reinshreiber GER Bibiana Steinhaus |                                         |
| UEFA         | SUI Esther Staubli         | SUI Susanne Küng GER Katrin Rafalski      | TUR Abdulkadir Bitgen ESP Guillermo Cuadra Fernández ITA Marco Guida POR Tiago Martins FRA Benoît Millot POL Paweł Raczkowski ISR Roi Reinshreiber GER Bibiana Steinhaus |                                         |

## Fase de grupos
As equipes participantes foram divididas em três grupos (E, F e G), nos quais as quatro seleções de cada grupo se enfrentarão em apenas um jogo. As duas melhores equipes de cada grupo, juntamente com as duas melhores terceiras colocadas de todos os grupos, se classificarão para a fase eliminatória. 
|  | Classificados às quartas de final                                  |
|  | Classificados às quartas de final como melhores terceiro colocadas |

### Grupo E
| Pos. | Seleção      | Pts | J | V | E | D | GP | GC | SG |
| ---- | ------------ | --- | - | - | - | - | -- | -- | -- |
| 1    | Grã-Bretanha | 7   | 3 | 2 | 1 | 0 | 4  | 1  | +3 |
| 2    | Canadá       | 5   | 3 | 1 | 2 | 0 | 4  | 3  | +1 |
| 3    | Japão        | 4   | 3 | 1 | 1 | 1 | 2  | 2  | 0  |
| 4    | Chile        | 0   | 3 | 0 | 0 | 3 | 1  | 5  | −4 |

| 21 de julho | Grã-Bretanha   | 2 – 0     | Chile | Sapporo Dome, Sapporo          |
| 16:30       | White 18', 73' | Relatório |       | Árbitro: RWA Salima Mukansanga |

| 21 de julho | Japão        | 1 – 1     | Canadá      | Sapporo Dome, Sapporo    |
| 19:30       | Iwabuchi 84' | Relatório | Sinclair 6' | Árbitro: BRA Edina Alves |

| 24 de julho | Chile            | 1 – 2     | Canadá          | Sapporo Dome, Sapporo       |
| 16:30       | Araya 57' (pen.) | Relatório | Beckie 39', 47' | Árbitro: SUI Esther Staubli |

| 24 de julho | Japão | 0 – 1     | Grã-Bretanha | Sapporo Dome, Sapporo               |
| 19:30       |       | Relatório | White 74'    | Árbitro: RUS Anastasia Pustovoitova |

| 27 de julho | Chile | 0 – 1     | Japão      | Estádio de Miyagi, Rifu                    |
| 20:00       |       | Relatório | Tanaka 77' | Público: 1 326 Árbitro: HON Melissa Borjas |

| 27 de julho | Canadá   | 1 – 1     | Grã-Bretanha      | Estádio Kashima, Kashima     |
| 20:00       | Leon 55' | Relatório | Prince 85' (g.c.) | Árbitro: UKR Kateryna Monzul |

### Grupo F
| Pos. | Seleção       | Pts | J | V | E | D | GP | GC | SG  |
| ---- | ------------- | --- | - | - | - | - | -- | -- | --- |
| 1    | Países Baixos | 7   | 3 | 2 | 1 | 0 | 21 | 8  | +13 |
| 2    | Brasil        | 7   | 3 | 2 | 1 | 0 | 9  | 3  | +6  |
| 3    | Zâmbia        | 1   | 3 | 0 | 1 | 2 | 7  | 15 | −8  |
| 4    | China         | 1   | 3 | 0 | 1 | 2 | 6  | 17 | −11 |

| 21 de julho | China | 0 – 5     | Brasil                                                          | Estádio de Miyagi, Rifu                     |
| 17:00       |       | Relatório | Marta 9', 74' · Debinha 22' · Andressa 82' (pen.) · Beatriz 89' | Público: 1 645 Árbitro: UKR Kateryna Monzul |

| 21 de julho | Zâmbia              | 3 – 10    | Países Baixos                                                                                               | Estádio de Miyagi, Rifu                     |
| 20:00       | Banda 19', 82', 83' | Relatório | Miedema 9', 15', 29', 59' · Martens 14', 38' · Van de Sanden 44' · Roord 64' · Beerensteyn 75' · Pelova 80' | Público: 1 822 Árbitro: ARG Laura Fortunato |

| 24 de julho | China                                | 4 – 4     | Zâmbia                                      | Estádio de Miyagi, Rifu                    |
| 17:00       | Wang Shuang 6', 22', 23', 83' (pen.) | Relatório | Kundananji 15' · Banda 43' (pen.), 46', 69' | Público: 2 212 Árbitro: HON Melissa Borjas |

| 24 de julho | Países Baixos                    | 3 – 3     | Brasil                                       | Estádio de Miyagi, Rifu                   |
| 20:00       | Miedema 3', 59' · D. Janssen 79' | Relatório | Debinha 16' · Marta 65' (pen.) · Ludmila 68' | Público: 2 621 Árbitro: AUS Kate Jacewicz |

| 27 de julho | Países Baixos                                                                                 | 8 – 2     | China                               | Estádio Internacional de Yokohama, Yokohama |
| 20:30       | Van de Sanden 12' · Beerensteyn 37', 45+2' · Martens 47', 70' · Miedema 65', 76' · Pelova 71' | Relatório | Wang Shanshan 28' · Wang Yanwen 69' | Árbitro: RWA Salima Mukansanga              |

| 27 de julho | Brasil       | 1 – 0     | Zâmbia | Estádio Saitama 2002, Saitama  |
| 20:30       | Andressa 19' | Relatório |        | Árbitro: JPN Yoshimi Yamashita |

### Grupo G
| Pos. | Seleção        | Pts | J | V | E | D | GP | GC | SG |
| ---- | -------------- | --- | - | - | - | - | -- | -- | -- |
| 1    | Suécia         | 9   | 3 | 3 | 0 | 0 | 9  | 2  | +7 |
| 2    | Estados Unidos | 4   | 3 | 1 | 1 | 1 | 6  | 4  | +2 |
| 3    | Austrália      | 4   | 3 | 1 | 1 | 1 | 4  | 5  | −1 |
| 4    | Nova Zelândia  | 0   | 3 | 0 | 0 | 3 | 2  | 10 | −8 |

| 21 de julho | Suécia                             | 3 – 0     | Estados Unidos | Estádio de Tóquio, Chofu       |
| 17:30       | Blackstenius 25', 54' · Hurtig 72' | Relatório |                | Árbitro: JPN Yoshimi Yamashita |

| 21 de julho | Austrália             | 2 – 1     | Nova Zelândia | Estádio de Tóquio, Chofu    |
| 20:30       | Yallop 20' · Kerr 33' | Relatório | Rennie 90+1'  | Árbitro: MEX Lucila Venegas |

| 24 de julho | Suécia                                         | 4 – 2     | Austrália     | Estádio Saitama 2002, Saitama |
| 17:30       | Rolfö 20', 63' · Hurtig 52' · Blackstenius 82' | Relatório | Kerr 36', 48' | Árbitro: BRA Edina Alves      |

| 24 de julho | Nova Zelândia | 1 – 6     | Estados Unidos                                                                         | Estádio Saitama 2002, Saitama   |
| 20:30       | Hassett 72'   | Relatório | Lavelle 9' · Horan 45' · Erceg 63' (g.c.) · Press 80' · Morgan 88' · Bott 90+3' (g.c.) | Árbitro: FRA Stéphanie Frappart |

| 27 de julho | Nova Zelândia | 0 – 2     | Suécia                    | Estádio de Miyagi, Rifu                   |
| 17:00       |               | Relatório | Anvegård 17' · Janogy 29' | Público: 884 Árbitro: ARG Laura Fortunato |

| 27 de julho | Estados Unidos | 0 – 0     | Austrália | Estádio Kashima, Kashima            |
| 17:00       |                | Relatório |           | Árbitro: RUS Anastasia Pustovoitova |

### Melhores terceiros colocados
| Pos. | Seleção   | Pts | J | V | E | D | GP | GC | SG | Grupo |
| ---- | --------- | --- | - | - | - | - | -- | -- | -- | ----- |
| 1    | Austrália | 4   | 3 | 1 | 1 | 1 | 4  | 5  | –1 | G     |
| 2    | Japão     | 4   | 3 | 1 | 1 | 1 | 2  | 2  | 0  | E     |
| 3    | Zâmbia    | 1   | 3 | 0 | 1 | 2 | 7  | 15 | –8 | F     |

## Fase final
|  | Quartas de final       | Quartas de final      |                        |                | Semifinais        | Semifinais        |  |  | Medalha de ouro       | Medalha de ouro |
|  |                        |                       |                        |                |                   |                   |  |  |                       |                 |
|  | 30 de julho ― Kashima  |                       |                        |                |                   |                   |  |  |                       |                 |
|  |                        |                       |                        |                |                   |                   |  |  |                       |                 |
|  | Grã-Bretanha           | 3                     |                        |                |                   |                   |  |  |                       |                 |
|  | Grã-Bretanha           | 3                     | 2 de agosto ― Yokohama |                |                   |                   |  |  |                       |                 |
|  | Austrália (pro)        | 4                     |                        |                |                   |                   |  |  |                       |                 |
|  | Austrália (pro)        | 4                     | Austrália              | 0              |                   |                   |  |  |                       |                 |
|  | 30 de julho ― Saitama  |                       | Austrália              | 0              |                   |                   |  |  |                       |                 |
|  |                        | Suécia                | 1                      |                |                   |                   |  |  |                       |                 |
|  | Suécia                 | Suécia                | 1                      | 3              |                   |                   |  |  |                       |                 |
|  | Suécia                 |                       | 6 de agosto ― Yokohama | 3              |                   |                   |  |  |                       |                 |
|  | Japão                  | 1                     |                        |                |                   |                   |  |  |                       |                 |
|  | Japão                  | 1                     | Suécia                 | 1 (2)          |                   |                   |  |  |                       |                 |
|  | 30 de julho ― Yokohama |                       | Suécia                 | 1 (2)          |                   |                   |  |  |                       |                 |
|  |                        | Canadá (p)            | 1 (3)                  |                |                   |                   |  |  |                       |                 |
|  | Países Baixos          | Canadá (p)            | 1 (3)                  | 2 (2)          |                   |                   |  |  |                       |                 |
|  | Países Baixos          | 2 de agosto ― Kashima |                        | 2 (2)          |                   |                   |  |  |                       |                 |
|  | Estados Unidos (p)     | 2 (4)                 |                        |                |                   |                   |  |  |                       |                 |
|  | Estados Unidos (p)     | 2 (4)                 | Estados Unidos         | 0              | Medalha de bronze | Medalha de bronze |  |  |                       |                 |
|  | 30 de julho ― Miyagi   |                       | Estados Unidos         | 0              | Medalha de bronze | Medalha de bronze |  |  |                       |                 |
|  |                        | Canadá                | 1                      |                |                   |                   |  |  |                       |                 |
|  | Canadá (p)             | Canadá                | 1                      | 0 (4)          | Austrália         | 3                 |  |  |                       |                 |
|  | Canadá (p)             |                       |                        | 0 (4)          | Austrália         | 3                 |  |  |                       |                 |
|  | Brasil                 | 0 (3)                 |                        | Estados Unidos | 4                 |                   |  |  |                       |                 |
|  | Brasil                 | 0 (3)                 |                        |                | 4                 |                   |  |  |                       |                 |
|  |                        |                       |                        |                |                   |                   |  |  | 5 de agosto ― Kashima |                 |
|  |                        |                       |                        |                |                   |                   |  |  |                       |                 |

### Quartas de final
| 30 de julho | Canadá | 0 – 0 (pro) | Brasil | Estádio de Miyagi, Rifu                        |
| 17:00       |        | Relatório   |        | Público: 3 403 Árbitro: FRA Stéphanie Frappart |

|                                       |       | Penalidades                           |  |
| Sinclair Fleming Lawrence Leon Gilles | 4 – 3 | Marta Debinha Érika Andressa Rafaelle |  |

| 30 de julho | Grã-Bretanha         | 3 – 4 (pro) | Austrália                                  | Estádio Kashima, Kashima       |
| 18:00       | White 57', 66', 115' | Relatório   | Kennedy 35' · Kerr 89', 106' · Fowler 103' | Árbitro: RWA Salima Mukansanga |

| 30 de julho | Suécia                                              | 3 – 1     | Japão      | Estádio Saitama 2002, Saitama |
| 19:00       | Eriksson 7' · Blackstenius 53' · Asllani 68' (pen.) | Relatório | Tanaka 23' | Árbitro: MEX Lucila Venegas   |

| 30 de julho | Países Baixos    | 2 – 2 (pro) | Estados Unidos              | Estádio Internacional de Yokohama, Yokohama |
| 20:00       | Miedema 18', 54' | Relatório   | S. Mewis 28' · Williams 31' | Árbitro: AUS Kate Jacewicz                  |

|                                      |       | Penalidades                  |  |
| Miedema Janssen Van der Gragt Nouwen | 2 – 4 | Lavelle Morgan Press Rapinoe |  |

### Semifinais
| 2 de agosto | Estados Unidos | 0 – 1     | Canadá             | Estádio Kashima, Kashima     |
| 17:00       |                | Relatório | Fleming 75' (pen.) | Árbitro: UKR Kateryna Monzul |

| 2 de agosto | Austrália | 0 – 1     | Suécia    | Estádio Internacional de Yokohama, Yokohama |
| 20:00       |           | Relatório | Rolfö 46' | Árbitro: HON Melissa Borjas                 |

### Disputa pelo bronze
| 5 de agosto | Austrália                          | 3 – 4     | Estados Unidos                     | Estádio Kashima, Kashima     |
| 17:00       | Kerr 17' · Foord 54' · Gielnik 90' | Relatório | Rapinoe 8', 21' · Lloyd 45+1', 51' | Árbitro: ARG Laura Fortunato |

### Final
| 6 de agosto | Suécia           | 1 – 1 (pro) | Canadá             | Estádio Internacional de Yokohama, Yokohama |
| 21:00       | Blackstenius 34' | Relatório   | Fleming 67' (pen.) | Árbitro: RUS Anastasia Pustovoitova         |

|                                                |       | Penalidades                              |  |
| Asllani Björn Schough Anvegård Seger Andersson | 2 – 3 | Fleming Lawrence Gilles Leon Rose Grosso |  |

## Classificação final
| Pos.              | Seleção            | Pts | J | V | E | D | GP | GC | SG  |
| ----------------- | ------------------ | --- | - | - | - | - | -- | -- | --- |
| Medalha de ouro   | CAN Canadá         | 10  | 6 | 2 | 4 | 0 | 6  | 4  | +2  |
| Medalha de prata  | SWE Suécia         | 16  | 6 | 5 | 1 | 0 | 14 | 4  | +10 |
| Medalha de bronze | USA Estados Unidos | 8   | 6 | 2 | 2 | 2 | 12 | 10 | +2  |
| 4                 | AUS Austrália      | 7   | 6 | 2 | 1 | 3 | 11 | 13 | −2  |
| 5                 | NED Países Baixos  | 8   | 4 | 2 | 2 | 0 | 23 | 10 | +13 |
| 6                 | BRA Brasil         | 8   | 4 | 2 | 2 | 0 | 9  | 3  | +6  |
| 7                 | GBR Grã-Bretanha   | 7   | 4 | 2 | 1 | 1 | 7  | 5  | +2  |
| 8                 | JPN Japão          | 4   | 4 | 1 | 1 | 2 | 3  | 5  | −2  |
| 9                 | ZAM Zâmbia         | 1   | 3 | 0 | 1 | 2 | 7  | 15 | −8  |
| 10                | CHN China          | 1   | 3 | 0 | 1 | 2 | 6  | 17 | −11 |
| 11                | CHI Chile          | 0   | 3 | 0 | 0 | 3 | 1  | 5  | −4  |
| 12                | NZL Nova Zelândia  | 0   | 3 | 0 | 0 | 3 | 2  | 10 | −8  |

## Estatísticas

### Artilharia
Um total de 101 gols foram marcados em 26 jogos, resultando numa média de 3,88 gols por jogo.
10 gols (1)
- NED Vivianne Miedema

6 gols (3)
- AUS Sam Kerr
- GBR Ellen White
- ZAM Barbra Banda

5 gols (1)
- SWE Stina Blackstenius

4 gols (2)
- CHN Wang Shuang
- NED Lieke Martens

3 gols (3)
- BRA Marta
- NED Lineth Beerensteyn
- SWE Fridolina Rolfö

2 gols (10)
- BRA Andressa
- BRA Debinha
- CAN Janine Beckie
- CAN Jessie Fleming
- JPN Mina Tanaka
- NED Shanice van de Sanden
- NED Victoria Pelova
- SWE Lina Hurtig
- USA Carli Lloyd
- USA Megan Rapinoe

1 gol (28)
- AUS Alanna Kennedy
- AUS Caitlin Foord
- AUS Emily Gielnik
- AUS Mary Fowler
- AUS Tameka Yallop
- BRA Beatriz
- BRA Ludmila
- CAN Adriana Leon
- CAN Christine Sinclair
- CHI Karen Araya
- CHN Wang Shanshan
- CHN Wang Yanwen
- JPN Mana Iwabuchi
- NED Dominique Janssen
- NED Jill Roord
- NZL Betsy Hassett
- NZL Gabi Rennie
- SWE Anna Anvegård
- SWE Madelen Janogy
- SWE Magdalena Eriksson
- SWE Kosovare Asllani
- USA Alex Morgan
- USA Christen Press
- USA Lindsey Horan
- USA Lynn Williams
- USA Rose Lavelle
- USA Sam Mewis
- ZAM Racheal Kundananji

Gols contra (3)
- CAN Nichelle Prince (para a Grã-Bretanha)
- NZL Abby Erceg (para os Estados Unidos)
- NZL CJ Bott (para os Estados Unidos)